# Wyborn Reef Light
Das Wyborn Reef Light ist ein Leuchtturm im aktiven Dienst am Wyborn Reef, früher auch als Y Reef bekannt, etwa 16 km südöstlich von Albany Island, östlich der Spitze der Cape York Peninsula in Queensland, Australien. Der 1938 gebaute Leuchtturm markiert die Einfahrt zur Albany-Passage. Der Leuchtturm wurde 1991 und 1995 mit zeitgemäßer Technik ausgestattet. Das Bauwerk ist ein Skelettbau aus rostfreiem Stahl. Zwischen seinen Streben ist eine Behausung aus Glasfaser eingebaut, in der die Maschinerie des Leuchtturms untergebracht ist.

## Geschichte
Der Bau eines automatisierten Leuchtturmes am Y Reef wurde am 18. August 1937 vom Commonwealth Lighthouse Advisory Committee genehmigt. Dieser Beschluss führt zu einiger Verwirrung, weil es am ähnlich benannten Wye Reef, 120 km weiter südlich, bereits einen Leuchtturm gab. Schließlich wurde Ende 1938 der Bau durch das Public Works Department vorgenommen, wobei die Arbeitsbedingungen schwierig waren. Die 14 Bauarbeiter hausten in Zelten, die auf einer 15 m langen und ebenso breiten hölzernen Plattform errichtet waren, nur 135 cm über dem Wasser, in einer von Tigerhaien verseuchten Meeresgegend, ohne Schutz vor der Sonne und der tropischen Hitze. Der Leuchtturm wurde am 10. Dezember jenes Jahres in Betrieb genommen. Von Anfang an war er unbemannt und automatisch. Zunächst blinkte er weiß.
Die 1957 veröffentlichte Admiralty List of Lights and Fog Signals listet die Anlage als unbemanntes weißes Licht mit einem roten Sektor, mit einer Kennung von vier Blitzen alle 20 Sekunden (Fl.(4)W.R. 20s), was mit der heutigen Kennung des Leuchtturms übereinstimmt. Die Intensität wurde mit 3000 cd für das weiße und 1300 cd für das rote Licht angegeben. Der Leuchtturm stand unter der Verantwortung des Commonwealth Lighthouse Service.
1991 wurde der Leuchtturm auf Solarenergie umgerüstet und 1995 auf einen neueren technischen Stand gebracht. Die Reste der Pfeiler eines früheren Leuchtturmes befinden sich noch immer direkt neben dem heutigen Bauwerk.

## Bauwerk und Optik

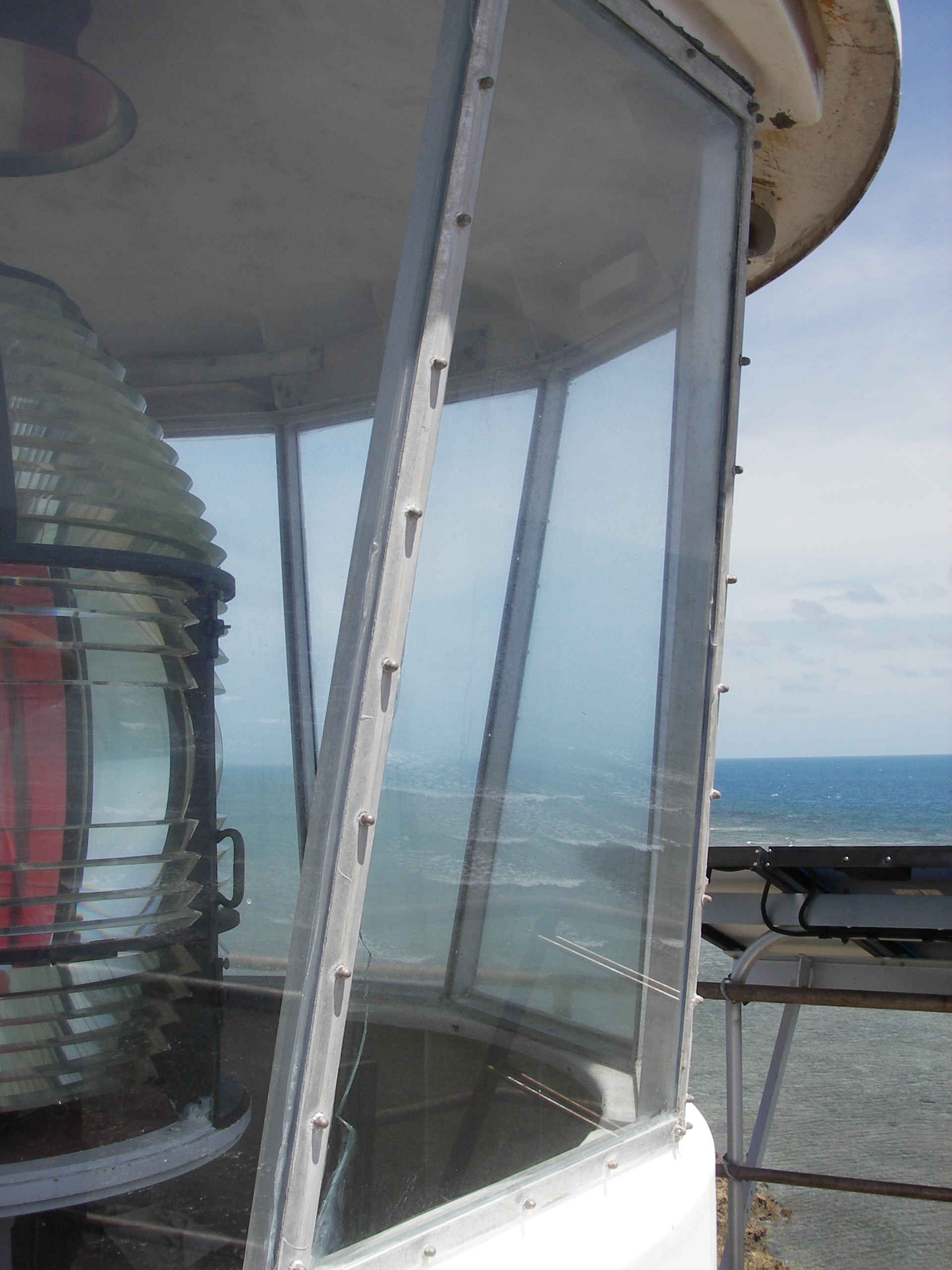
Detail der optischen Einrichtung

Das Bauwerk ist ein aus rostfreiem Stahl in Skelettbauweise errichteter Turm, der auf Betonpfeilern montiert ist. Er hat vom Boden bis zu seiner Plattform eine Höhe von 17,5 m. Auf der Plattform sitzt eine Galerie und mit dem weiß gestrichenen Laternenraum beträgt die Gesamthöhe des Bauwerkes knapp 21 m. Eine Behausung aus Glasfaser, in dem sich die Maschinerie des Leuchtturms befindet, ist einige Meter oberhalb des Bodens innerhalb des Turmrahmens angebracht. 
Die Optik ist eine von Chance Brothers gefertigte 375 mm-Fresnel-Linse.
Die derzeitige Kennung sind vier Blitze im Abstand von zwanzig Sekunden; sie sind weiß mit einem roten Sektor zwischen 133° und 143° (Fl.(4)W.R. 20s). Die weißen Blitze haben eine Tragweite von 11 sm (20 km), im roten Sektor beträgt die Tragweite 8 sm (15 km). Die Lichtquelle ist eine mit Solarenergie getriebene Halogenlampe mit einer Spannung von 12 Volt und einer Leistung von 35 Watt. Die Intensität beträgt 3300 cd für das weiße Licht und 660 cd für das rote Licht.
Die Anlage wird von der Australian Maritime Safety Authority betrieben. Die Insel ist nur auf dem Wasserweg zugänglich und für die Öffentlichkeit nicht zu besichtigen.

## Belege
1. ↑  The Discovery and Exploration of Australia. In: australiaforeveryone.com.au. Archiviert vom Original am 13. März 2012; abgerufen am 17. September 2011 (englisch).
2. ↑   New Lighthouses Approved In: Townsville Daily Bulletin, 18. August 1937, S. 8. Abgerufen am 17. September 2011 (englisch).
3. ↑   Names of Reefs. Duplication Dangers. To Navigation In: Cairns Post, 29. März 1938, S. 12. Abgerufen am 17. September 2011 (englisch).
4. ↑   Life Above the Sharks In: Townsville Daily Bulletin, 12. November 1938, S. 7. Abgerufen am 17. September 2011 (englisch).
5. ↑   Foundation For Lighthouse In: The Queenslander, 16. November 1938. Abgerufen am 17. September 2011 (englisch).
6. ↑   'Y' Reef Light In: The Courier-Mail, 19. November 1938, S. 68. Abgerufen am 17. September 2011 (englisch).
7. 1 2 3 4 5 6  Wyborn Reef Light, QLD, AN299-01. (PDF) In: Aids to Navigation Schedule Issue 14. Australian Maritime Safety Authority, Mai 2006, archiviert vom Original am 28. September 2011; abgerufen am 17. September 2011 (englisch).
8. ↑  Clem Llewellyn Lack: The taming of the Great Barrier Reef. In: Journal of the Royal Historical Society of Queensland. 6. Jahrgang, Nr. 1, 1959, ISSN 0085-5804, S. 130–154 (edu.au [PDF]).
9. 1 2  Russ Rowlett: Lighthouses of Australia: Far North Queensland. In: The Lighthouse Directory. University of North Carolina at Chapel Hill, abgerufen am 14. November 2010 (englisch).
10. ↑  List of Lights, Pub. 111, The West Coasts of North and South America (Excluding Continental U.S.A. and Hawaii), Australia, Tasmania, New Zealand, and the Islands of the North and South Pacific Oceans (= List of Lights). United States National Geospatial-Intelligence Agency, 2010, S. 193 (englisch, nga.mil [PDF]).